# 運動戦
運動戦（うんどうせん、中国語：運動戰あるいは运动战、英語：Mobile Warfare）は、軍事上の戦略あるいは戦術。
毛沢東が、選集第一巻にて記述しており、現代中国軍人が学習する軍事思想・戦略の一つでもある。

## 概要
このタイプの戦闘は、一般に、戦場をよりよく理解している戦争の弱者（または複数の当事者）が使用する積極的な攻撃方法と見なされます。 軍事力を転送する活動のための広大なスペース、戦闘力はしばしば待ち伏せのために所定の戦場に行き、包囲と全滅を実行するために分遣隊の力を使用します。 言い換えれば、運動戦は、主に複雑な地形の戦場に適しています。 そして、主な目標は敵の生きている力を消費することです。 毛沢東はかつてスポーツ戦争の使用を「敵の主力を回避し、敵をより深く誘い、優れた力に集中し、それぞれを突破する」という一節に起因すると考えていた。
```
陣地戦との違い
伝統的な防衛方法と比較して、運動戦はより柔軟でアクティブです。伝統的な地理空間空間では、防御者はしばしば戦闘の要塞に依存します。彼らは要塞の防御強度と敵の反応戦術によって戦術的に制約されます。 戦術的な調整を行います。 運動戦争は要塞の要件を取り除きました。地理的要因を除いて戦争の条件のために、しばしば彼ら自身の要塞の放棄を使用して敵を自分の待ち伏せサークルに移動させ、敵の機会を利用してエリアを占領し、次に軍隊を分割することを使用します 適応力は非常に強く、敵が自分の居場所を見つけたら、できるだけ早く地形を使用して移動することもできます。
```

```
ゲリラ戦との違い
多くの人は、ゲリラ戦と運動戦は一つのことだと考えています。しかし、実際は、ゲリラ戦と運動戦は違います。最大の違いは戦争への影響です。運動戦は、大隊の待ち伏せを使用して敵の兵士を消費する典型的な戦闘方法であり、戦場の状況は比較的大きいです ゲリラ戦は、小規模な部隊に対する嫌がらせです（一般的に、運動戦で投入する部隊よりもはるかに小さいです）。一般に、最終戦闘前の戦術的準備は一般に小さく、戦争状況への影響は一般に小さいです。 また、ゲリラ戦自体は戦闘力をほとんど必要としないため、柔軟性とタイミングを操作する上で運動戦よりもはるかに便利です。
```